# 유럽 고속도로 98호선
유럽 고속도로 98호선(E98)은 터키 이스탄불의 Topboğazi에서 레이한르까지 이어주는 총 연장 58km의 거리를 가진 국제 E-Road 네트워크이다. 그러나 이 도로는 전 구간에 걸쳐 터키를 관통시키는 것으로 드러나고 있지만 시리아의 국경까지 내려오고 있는 것으로 보인다.

## 주요 경유지

### 터키
- 국도 제825D호선 : Topboğazı (E91) - 키리칸(영어판)
- 국도 제827D호선 : 키리칸(영어판) - 레이한르(영어판) - Cilvegözü

### 시리아
- 모터웨이 45호선 : 밥 아르-하와 국경(영어판)